# Gretxíxnoie
Gretxíxnoie - Гречишное (rus) - és un poble de l'óblast de Smolensk, a Rússia, que el 2007 no tenia cap habitant.